# 玉野和紀
玉野和紀（たまのかずのり、1957年9月25日-）は日本の演出家、脚本家、振付家、俳優、タップダンサー。山口県出身。マリアート所属。宇部工業高等専門学校化学科を卒業した後に、1986年よりニューヨークへ渡米して芸能活動に転向する。1990年に日本で初めてデューク・エリントン・オーケストラとのタップダンスによる共演を興行した。1992年よりオリジナル・ミュージカルの制作・演出・振付を手掛け、各方面で高い評価を得る。1999年、第一回東京芸術劇場ミュージカル月間に選定され「THE MUSICAL MAN」にて優秀・演出・振付・演技賞を受賞。2009年、第17回読売演劇大賞上半期スタッフ賞ノミネート、第34回菊田一夫演劇賞「THE TAP GUY」脚本・演出・振付の成果に対して受賞。2013年、2012年度ミュージカルベストテン振付賞受賞。2020年、2019年度ミュージカルベストテン演出家賞及びスタッフ賞選出。

## 作品一覧

### オリジナル　作・演出・振付・出演
| 2025.10        | 「CLUB SEVEN -another place Ⅱ-」                                                  | 有楽町よみうりホール 他                                |
| 2025.6         | 玉野和紀×東山義久+DIAMOND☆DOGS コラボレーション企画 「LOVE LOVE de SHOW」         | I'M A SHOW TOKYO YURAKUCHO （有楽町マリオン7F）        |
| 2024.9-10      | 「CLUB SEVEN-another place-」                                                     | シアター1010・有楽町よみうりホール                     |
| 2024.6         | 中村雅俊芸能生活50周年記念公演 「どこへ時が流れても～俺たちのジュークボックス～」 | 明治座                                                 |
| 2023.4         | にっぽん丸エンターテイメントクルーズ オリジナルミュージカル「THE THEATER」        | にっぽん丸                                             |
| 2023.2.3       | 「CLUB SEVEN 20th ANNIVERSARY」                                                   | シアタークリエ/静岡/大阪/川越                          |
| 2022.9         | MEIJIZA 150th Anniversary Special Concert「The Dream Co-Star」                    | 明治座                                                 |
| 2022.5         | 「ぐれいてすとな笑まん」                                                          | COOL JAPAN PARK OSAKA WWホール/明治座                  |
| 2021.6-7       | 「CLUB SEVEN ZEROⅢ」                                                              | シアタークリエ/名古屋/大阪                             |
| 2021.4         | 「This is 大奥」                                                                  | ヒューリックホールTOKYO                                |
| 2021.1         | MEIJIZA Presenes Special Musical Concert「NEW YEAR'S Dream」                      | 明治座                                                 |
| 2020.1         | 三山ひろし特別公演 第二部 三山ひろしオンステージ「First Dream 2020」              | 明治座                                                 |
| 2020.9.10      | ミュージカルコメディ「Gang Showman」                                              | シアタークリエ                                         |
| 2019.8         | MEIJIZA Presenes Special Musical Concert「Summer Night's Dream」                  | 明治座                                                 |
| 2019.6-7       | CLUB SEVEN -ZEROⅡ-                                                                | シアタークリエ/大阪/愛知                               |
| 2018.3-4       | SHOW HOUSE「GEM CLUBⅡ」                                                           | シアター1010/シアタークリエ/大阪/愛知                  |
| 2017.11        | Kazunori Tamano presents Super Collaborate Show「One Night Dream」                | 国際フォーラム ホールC                                 |
| 2017.5-6       | CLUB SEVEN -ZERO-                                                                 | シアター1010/シアタークリエ/大阪/愛知                  |
| 2016.11-2017.1 | A NEW MUSICAL「クロスハート」                                                     | EX THEATER/ブルーシアター/森ノ宮ピロティーホール       |
| 2016.3-4       | オリジナルミュージカルSHOW HOUSE「GEM CLUB」                                      | シアタークリエ/大阪/名古屋                             |
| 2015.4         | NEW ENTERTAINMENT SHOW「 CLUB SEVEN “10th stage!"」                               | シアタークリエ/大阪/福岡/名古屋                        |
| 2014.10        | オリジナル・ミュージカル「道化の瞳」                                              | シアタークリエ/他                                      |
| 2014.01        | CLUB SEVEN 10th Anniversary Party                                                 | 帝国ホテル東京                                         |
| 2014.4-5       | ミュージカル・コメディ「ラブ･チェイス!!」                                         | シアタークリエ/名古屋/大阪                             |
| 2013.12        | NEW ENTERTAINMENT SHOW「 CLUB SEVEN “9th stage!"」                                | シアタークリエ/大阪/福岡/名古屋                        |
| 2013.3-4       | オリジナルミュージカル「私のダーリン」                                            | シアタークリエ/兵庫/大阪/名古屋/福岡                   |
| 2012.8         | NEW ENTERTAINMENT SHOW「 CLUB SEVEN “8th stage!"」                                | シアタークリエ/大阪/名古屋/横須賀/福岡                 |
| 2012.5-6       | オリジナル・ミュージカル「道化の瞳」                                              | シアタークリエ/他 大阪・名古屋・金沢公演               |
| 2011.04        | NEW ENTERTAINMENT SHOW「 CLUB SEVEN “7th stage!"」                                | シアタークリエ/大阪ドラマシティー/愛知芸術劇場大ホール |
| 2011.8-9       | 「100年のI LOVE YOU」                                                             | 幕別町百年記念ホール/日本橋三越劇場                    |
| 2010.7         | オリジナル・ミュージカル・コメディ「まさかのchange?!」                            | シアタークリエ/大阪ドラマシティー                      |
| 2010.3-4       | NEW ENTERTAINMENT SHOW「 CLUB SEVEN “6th stage!”」                                | 天王洲銀河劇場                                         |
| 2009.6         | SUPER COLLABORATE SHOW 「Mr.PINSTRIPE 2009」                                      | 青山劇場                                               |
| 2008.12        | 笹本玲奈 10th Anniversary Show「Jewel」                                           | 天王洲銀河劇場                                         |
| 2008.10        | オリジナル ミュージカル 「THE TAP GUY」 再演                                      | 銀座博品館/大阪ドラマシティー                          |
| 2008.8         | FANTASTIC MUSICAL「夏の夜のロミオとジュリエット」再演                             | 天王洲銀河劇場                                         |
| 2008.3         | NEW ENTERTAINMENT「 CLUB SEVEN "5th stage!"」                                     | 品川プリンス Stellar Ball                              |
| 2007.12        | SUPER COLLABORATE SHOW 「Mr.PINSTRIPE 2007」                                      | 東京芸術劇場                                           |
| 2007.10        | オリジナル ミュージカル「THE TAP GUY」                                            | 銀座博品館                                             |
| 2007.8         | NEW ENTERTAINMENT「クラブセブン・セレクション・ライブ 」                          | ル テアトル銀座                                        |
| 2007.1         | NEW ENTERTAINMENT「 CLUB SEVEN-SP 」                                              | 品川プリンス Stellar Ball                              |
| 2006.11        | SUPER COLLABORATE SHOW 「Mr.PINSTRIPE」初演                                       | 青山劇場                                               |
| 2006.10        | NEW ENTERTAINMENT「 CLUB SEVEN “3rd stage” 」                                     | 品川プリンス クラブeX                                  |
| 2006.8         | FANTASTIC MUSICAL「夏の夜のロミオとジュリエット」                                 | 天王洲 アートスフィア                                  |
| 2005.6         | NEW ENTERTAINMENT「 Live Club7 “2nd stage”」                                      | 品川プリンス ステラボール                              |
| 2004.10        | NEW ENTERTAINMENT「CLUB SEVEN” 2nd stage”」                                       | 品川プリンス クラブeX                                  |
| 2003.5         | NEW ENTERTAINMENT「 CLUB SEVEN」                                                  | 品川プリンス クラブeX                                  |
| 2001.7         | ハートフルミュージカル「Mr.Zoo」（脚本）                                          | 紀伊国屋サザンシアター他、全国親子劇場                 |
| 2001.6         | オリジナルミュージカルコメディー「 まさかのchange?! 」                            | 博品館劇場                                             |
| 2000.10        | エンターテイメントミュージカル「UP･RUSH 2000」                                    | 全労災ホールスペースZERO                               |
| 2000.6         | ミニミュージカル「ZONBI」                                                         | 中野サンプラザ                                         |
| 1999.11        | ミュージカル「THE GUEST SHOW」                                                    | 博品館劇場                                             |
| 1999.2         | 東京芸術劇場ミュージカル月間「 THE MUSICAL MAN 」                                 | 東京芸術劇場                                           |
| 1998.5         | ミニミュージカル「スウィッチ 」                                                   | 五反田ゆうぽうと                                       |
| 1997.9         | オリジナルミュージカル「UNBALANCE 」                                              | 博品館劇場                                             |
| 1996.6         | オリジナルミュージカル「UP☆RUSH 」                                                | シアターアプル                                         |
| 1996.2         | ミニミュージカル「マネキン 」                                                     | セシオン杉並                                           |
| 1995.10        | オリジナルミュージカルコメディー「まさかのchange?! 」                             | 東京芸術劇場                                           |
| 1994.2         | オリジナル・タップダンス・ミュージカル「 THE PATCHY JACKET 」                     | PARCO劇場                                              |
| 1993.4         | ミニミュージカル「SHINE IT ON 」                                                  | シアターアプル,五反田ゆうぽうと                        |
| 1992.10        | オリジナル・タップダンス・ミュージカル「 THE PATCHY JACKET 」                     | 東京芸術劇場                                           |

### 演出作品
| 2023.9-10  | BROADWAY MUSICAL「Rodgers/Hart」上演台本・訳詞・演出・振付・出演（有楽町よみうりホール/他）                           |
| 2023.8-9   | ベストオブブロードウェイミュージカル「ALTAR BOYZ」演出（新宿FACE/他）                                                 |
| 2021.4     | オフブロードウェイミュージカル「ALTAR BOYZ」演出（新宿FACE/他）                                                       |
| 2018.8-9   | BROADWAY MUSICAL「Rodgers/Hart」上演台本・訳詞・演出・振付（DDD青山クロスシアター/他）                                |
| 2017.02    | オフブロードウェイミュージカル「ALTAR BOYZ」演出（新宿FACE/他）                                                       |
| 2016.9     | マテカマラス×姿月あさと×伊礼彼方「」Special Live」構成・演出・振付（草月ホール 他）                                   |
| 2016.7-8   | ブロードウェイミュージカル「ピーターパン」演出・振付・上演台本（東京国際フォーラムC 他）                              |
| 2015.7-8   | ブロードウェイミュージカル「ピーターパン」演出・振付・上演台本（東京国際フォーラムC 他）                              |
| 2014.11    | 小林幸子50周年記念in日本武道館 夢の世界 構成・演出・振付・出演（日本武道館）                                          |
| 2014.11-12 | オフブロードウェイミュージカル「ALTAR BOYZ」演出（新宿FACE/他）                                                       |
| 2014.7-8   | ブロードウェイミュージカル「ピーターパン」演出・振付・上演台本（東京国際フォーラムＣ/他）                             |
| 2013.6-    | 小林幸子50周年記念コンサート 構成・演出・振付（全国ツアー）                                                           |
| 2012.9     | サットン･フォスター来日記念スペシャル 華麗なるミュージカル音楽の世界ガラコンサート2012 演出・振付（新国立劇場中劇場） |
| 2012.1-2   | オフブロードウェイミュージカル「ALTAR BOYZ」演出（新宿FACE/他）                                                       |
| 2010.6     | 黒木瞳30周年記念ディナーショー「Hitomi Kuroki 30th Dreaming Dinner Show」構成・演出・振付                             |
| 2010.11-12 | オフブロードウェイミュージカル「ALTAR BOYZ」演出（新宿FACE/他）                                                       |
| 2009.2010  | 「松坂慶子ディナーショー」構成・演出・振付                                                                            |
| 2009.2     | オフブロードウェイミュージカル「ALTAR BOYZ」演出（新宿FACE）                                                          |

### 出演作品

#### 客演/舞台・ライブ・ショー出演
| 2025.12        | にっぽん丸クリスマスクルーズ 「玉野和紀＆北翔海莉スペシャルステージ」 |
| 2025.5         | 日比谷時間特別企画 玉野和紀の「舞台の美味しいお話をしまShow！」Part3(帝国ホテル 富士の間） |
| 2024.5         | 日比谷時間特別企画 玉野和紀の「舞台の美味しいお話をしまShow！」Part2(帝国ホテル 富士の間） |
| 2023.3         | 「CLUB SEVEN 20th Anniversary Party」（帝国ホテル） |
| 2022.5         | 日比谷時間特別企画第2弾 玉野和紀の「舞台の美味しいお話をしまShow！」(帝国ホテル） |
| 2015.9         | 水夏希コンサート演出・ゲスト出演（EX THEATER ROPPONGI、兵庫県立芸術文化センター 阪急 中ホール） |
| 2015.7         | 「Dramati Musical Collection2015」スペシャルゲスト出演（天王洲銀河劇場） |
| 2014.11        | 50周年記念小林幸子コンサートin日本武道館 夢の世界 構成・演出・振付・出演（日本武道館） |
| 2012.9         | ｻｯﾄﾝ･ﾌｫｽﾀｰ来日記念スペシャル 華麗なるミュージカル音楽の世界ガラコンサート2012 演出・振付・出演（新国立劇場中劇場） |
| 2012.6         | ミドリの劇場Vol.2 うつみ宮土理プロデュース TAP振付／ゲスト出演（中目黒キンケロ・シアター） |
| 2012.5-6       | ミュージカルレビュー『DOWN TOWN FOLLIES vol.8』(演 出：高平哲郎／さくらホール 他） |
| 2011.12        | 音楽舞踊劇 PIAF～ エディット・ピアフ その愛の奇跡～ （日本橋三井ホール） |
| 2011.10        | 岡本太郎生誕100周年イベント ダンス公演「ＴＡＲＯと踊ろう！」 （川崎市岡本太郎美術館 企画展示室） |
| 2009.12        | シェイクスピアレヴュー『笑いすぎたハムレット』振付・主演 (演出：中村龍史 /博品館劇場) |
| 2009.4         | ミュージカルレビュー『DOWN TOWN FOLLIES vol.6』(演出：高平哲郎 /青山円形劇場) |
| 2009.03.8      | 第12回リゾート鈴鹿音楽祭「島田歌穂コンサート“MUSICAL＆MUSICALS”」（鈴鹿サーキット・フラワープラザ） |
| 2008.5         | 東京會館トークサロン「玉野和紀vs樹里咲穂」（東京會館ローズルーム） |
| 2008.2         | 大阪天王寺MIOイベント「La MODE La MIO」 （大阪城ホール） |
| 2008.2         | 第188回ｺｰｾｰｱﾝﾆｭｱｰｼﾞｭﾄｰｸ「玉野和紀vs川平慈英」（恵比寿/ｻﾞ･ｶﾞｰﾃﾞﾝﾙｰﾑ） |
| 2008.5-6       | ミュージカルレビュー『DOWN TOWN FOLLIES vol.5』(北沢タウンホール 他) |
| 2007.4         | 「DOWN TOWN FOLLIES」番外編ﾐｽﾃﾘｰ・ﾐｭｰｼﾞｶﾙ「そっとおやすみ～killing you softry～」(演出：高平哲郎 /青山円形劇場) |
| 2006.5         | 松坂慶子PERFORMANCE Dance & song Keiko’s cafe WOWWOW（東京プリンス Park Tower BALLROOM） |
| 2006.5         | 「ミー＆マイガール」製作発表（品川プリンス クラブeX） |
| 2006.04        | ミュージカルレビュー『DOWN TOWN FOLLIES vol.4』(演出：高平哲郎 / 青山円形劇場) |
| 2006.1         | THE TAP SHOW『 Shoes On！7 ファイナル公演』（博品館劇場/他） |
| 2005.12-2006.1 | 「Broadway Gala Concert 2005・2006」(国際フォーラムC) |
| 2005.8         | 島田歌穂ワン・ウーマン・ショー05 「MUSICAL＆MUSICAL」 |
| 2005.6         | LIVE『CLUB SEVEN～2nd staage』（品川プリンスステラボール） |
| 2005.3         | ミュージカルレビュー『DOWN TOWN FOLLIES vol.3』(演出：高平哲郎 /天王洲アートスフィア) |
| 2005.2         | 「Broadway Gala Concert 2005」(国際フォーラムC) |
| 2005.1         | THE TAP SHOW『 Shoes On！6』（博品館劇場/他） |
| 2004.10        | ニューコラボレーション「山田耕筰新たな展開」（紀尾井ホール） |
| 2004.3         | ミュージカルレビュー『DOWN TOWN FOLLIES vol.2』(演出：高平哲郎 /青山円形劇場) |
| 2004.1         | THE TAP SHOW『 Shoes On！5』（博品館劇場/他） |
| 2003.10        | 島田歌穂30周年コンサー（青山劇場）/NHK-BS「ふれあいホール」 |
| 2003.9         | 「ギンザめざましクラシックスVol.25」（銀座王子ホール） |
| 2003.6         | DINNER SHOW『CLUB SEVEN～RELOAD～』(品川プリンス メインバンケットルーム) |
| 2003.3         | チャリティーコンサート「 Thank you! Broadway! 」(青山劇場) |
| 2002.12        | THE TAP SHOW『 Shoes On！4』（博品館劇場/他） |
| 2002.9         | オフブロードウィ・ミュージカル 『PIANO BAR 』（博品館劇場） |
| 2002.5         | ミュージカルレビュー『DOWN TOWN FOLLIES』(演出：高平哲郎 /青山円形劇場) |
| 2002.2         | 「第６回クラッシックはいかが？」（Bunkamura オーチャードホール） |
| 2002.1         | THE TAP SHOW『 Shoes On！3』（博品館劇場/他） |
| 2001.9         | タップコラボレーション「日野皓正シークレットライブ」(お台場ラヴジェネレーション) |
| 2001.9         | JALス テージ・スペシャル世界遺産・築城400年記念 「二条城音舞台」 |
| 2001.3         | 『玉野和紀ライブ』（六本木スイートベイジル） |
| 2001.1         | THE TAP SHOW『 Shoes On！2』（博品館劇場/他） |
| 2001.11-       | ラブソングミュージカル『音楽で言って！～SAY IT WITH MUSIC』(神奈川県民ホール/他) |
| 2000.1         | THE TAP SHOW『 Shoes On！』（博品館劇場） |
| 1998.1         | THE SHOW 『 Yours 』（青山劇場、京都シアター1200 他） |
| 1998.-         | 映画コットンクラブフェスティバル/ＮＨＫタップショー特番 五反田ゆうぽうとジャズフェスティバル 沢村美司子リサイタル/唐沢寿明ディナーショー ニューヨークズバーパーティー「ブロードウェイナイト 」（パークハイアットホテル） ミュージカルバーレスク「 真説ロミオとジュリエット 」 ヤマハ「 現代音楽の夕べ 」にてミブリタップを披露（紀尾井ホール 他） 澤地美欧ディナーショー（ホテルオークラ/他） |
| 1995,97        | 『玉野和紀リサイタル』（日比谷シャンテ）95,97 |
| 1994           | 『玉野和紀リサイタル』（日比谷シャンテ） |
| 1994           | メディアシティ静岡『 玉野和紀オンステージ 』（ＴＶ静岡） |
| 1993           | 『 THE REVUE1993 』（演出：中村龍史 アートスフィア・近鉄劇場） |
| 1993           | エキサイティング レヴュー『オー！トレビアン』（ホテルパシフィック） |
| 1990.6         | 『 アステアバイマイセルフ 』（演出：宮本亜門 ＰＡＲＣＯ劇場・近あ鉄劇場） |
| 1990.2         | 『デュークエリントンオーケストラコンサート』（オーチャードホール） |

#### テレビ・ラジオ 出演
| 2024.3     | TBSテレビ「A-Studio＋」ゲスト：木村多江（恩師として紹介） |
| 2023.9     | NHＫ「はやウタ！」ゲスト出演 |
| 2023.9-10  | TBSラジオ「龍角散プレゼンツ～のどの窓」ゲスト出演 |
| 2023.9     | FM世田谷「劇ナビ！」ゲスト出演 |
| 2023.9     | FM Fuji「壮一帆のLiving Talk」ゲスト出演 |
| 2023.8     | ニッポン放送「うどうのらじお」ゲスト出演 |
| 2023.1     | タカラヅカ・スカイステージ OGエンターテイメントTV NAVI「CLUB SEVEN 20th Anniversary」玉野和紀×香寿たつき×彩吹真央                                                |
| 2022.12    | SMART USEN 濱田めぐみの「劇場こそ我が家」ゲスト出演 |
| 2021.5     | ラジオ日本「マットとかなめの価値組Sunday！」玉野和紀×凰稀かなめ                                                                                                  |
| 2021.4     | タカラヅカ・スカイ・ステージ 「OGエンターテイメント TV NAVI」「CLUB SEVEN ZEROⅢ」玉野和紀×妃海風                                                                 |
| 2020.11    | SMART USEN 濱田めぐみの「劇場こそ我が家」ゲスト出演 |
| 2020.3.25  | テレビ朝日「あいつ今何してる？」黒木瞳編 |
| 2019.5     | e+ ニコ生「SPICE」出演 |
| 2019.3     | SMART USEN 濱田めぐみの「劇場こそ我が家」ゲスト出演 |
| 2018.2     | TS ONE「壮一帆 気分SO快！」ゲスト出演 |
| 2015.09    | タカラヅカ・スカイ・ステージ 「OGエンターテイメント TV NAVI」「Show with Mizu」インタビュー玉野和紀×水夏希                                                       |
| 2015.7     | NHK「らららクラシック」ゲスト出演 タカラヅカ・スカイ・ステージ 「OGエンターテイメント TV NAVI」「ピーターパン」インタビュー 玉野×唯月ふうか×白羽ゆり             |
| 2014.10    | タカラヅカ・スカイ・ステージ 「OGエンターテイメント TV NAVI」「道化の瞳」インタビュー 玉野×彩吹真央                                                              |
| 2014.3     | タカラヅカ・スカイ・ステージ 「OGエンターテイメント TV NAVI」「ラブ・チェイス！！」インタビュー 玉野×紫吹淳×水夏希                                               |
| 2012.3     | タカラヅカ・スカイ・ステージ 「OGエンターテイメント TV NAVI」「道化の瞳」インタビュー 玉野×彩吹真央                                                              |
| 2011.11    | タカラヅカ・スカイ・ステージ 「OGエンターテイメント TV NAVI」「Piaf」インタビュー 玉野×安寿ミラ×舞風りら                                                         |
| 2011.8     | タカラヅカ・スカイ・ステージ 「OGエンターテイメント TV NAVI」「100年I love you」インタビュー 玉野×大和悠河                                                       |
| 2011.3     | タカラヅカ・スカイ・ステージ CLUB SEVEN 7th stage! インタビュー（玉野/涼風/遠野）                                                                                |
| 2010.9     | NHK-BS2/BShi「The☆STAR ザ☆スター」(20109.10,11 o.a.) |
| 2010.3     | ニッポン放送「テリーとたい平 のってけラジオ」クラブセブンメンバーと生出演（2010.3.25o.a）                                                                        |
| 2010.1     | NTV系「KAT-TUNの先輩教えて下さい！」（201001.06 o.a） |
| 2009.6     | タカラヅカ・スカイ・ステージ「OGエンターテイメントTV NAVI」-Mr.PINSTRIPE2009-対談（6/08o.a）                                                                     |
| 2009.3     | タカラヅカ・スカイ・ステージ「OGエンターテイメントTV NAVI」（3/30o.a）                                                                                           |
| 2008.9     | TBS ｢元気の源泉」(9/20-23:24o.a.) |
| 2008.9     | スカパー!Ch.262シアターテレビジョン 「夏の夜のロミオとジュリエット」初演 再放送                                                                                  |
| 2008.7     | NHK総合 番組たまごプロジェクト 音楽バラエティー｢今宵ゴージャス」（7/29-22:00o.a.）振付・出演                                                                     |
| 2007.12    | NHK-BS2 ｢星にスウィング～歌うクリスマス～」(12/21-21:00o.a.)振付・出演                                                                                           |
| 2007.9     | BS999 知求チャンネル |
| 2007.5     | NHK総合 ｢きよしとこの夜」（5/24-22:00o.a.） |
| 2006.8     | NHK-BS2/NHK-HV「BS永遠の音楽 珠玉の映画音楽大全集」（8/6-19:30o.a.,8/11-21:00o.a.）振付・出演                                                                    |
| 2006.3     | NHK-Hi NHK MUSIC IN DRAMA『ホシに願いを』再放送 |
| 2005.12    | ワン・ウーマン・ショー’05 「Musical & Musicals」再放送 |
| 2005.12    | スカパー! 262ch・シアター・テレビジョン 「DOWNTOWN FOLLIES Vol.3」再放送                                                                                         |
| 2005.10    | スカパー!262chシアター・テレビジョン 「夏の夜のロミオとジュリエット」初演 (10/1~30o.a.)                                                                          |
| 2005.10    | スカパー!262chシアター・テレビジョン[公演情報番組] シアターInfo. Clips ＃79 “CLUB7 3rd”(10/15~29o.a.)                                                            |
| 2005.4     | スカパー! 262ch・シアター・テレビジョン 「DOWNTOWN FOLLIES Vol.1～3」一挙放送（4/1～30）                                                                         |
| 2004.12    | NHK教育テレビ ｢開演5分前」 12/12-22:00o.a. |
| 2004.10    | NHK-BS ｢ふれあいホール」 |
| 2004.6     | NTV 「素顔が一番」 6/19-10am~o.a. |
| 2004.4     | NHK-BS2,BS-HI ｢あなたが選ぶ映画音楽」4/18-19:30～o.a. |
| 2004.3     | NHK-Hi/NHK-総合 NHK MUSIC IN DRAMA「ホシに願いを」 (3/6-bsHi21:00o.a.,3/26-総合19:30o.a.)                                                                        |
| 2003.12    | スカパー! 262ch・シアター・テレビジョン[演劇情報番組]シアターInfo.Clips “Shoes on!5″                                                                             |
| 2003.5     | TX 『出没！アド街ック天国』(5/20-20:00o.a.) |
| 2002.11    | BSフジ 『ＬＦ＋ＲランキングＴＶ カウントダウンニッポン』 |
| 2002.9     | 262chシアター・テレビジョン『DOWN TOWN FOLLIES』 |
| 2002.9     | 262chシアター・テレビジョン「まさかのchange!?」 |
| 2002.2     | NHK-BS チャリティーコンサート『 Thank you! Broadway! 』(青山劇場)                                                                                                |
| 2002.1     | NHK-BS 『第６回クラッシックはいかが？』（Bunkamura オーチャードホール）振付・出演                                                                                |
| 2001.9     | TBS JALステージスペシャル 世界遺産・築城400年記念 『二条城音舞台』振付・出演                                                                                     |
| 2001       | SkyPerfectTV TheaterCh『 まさかのchange?! 』 |
| 2000.10    | CX 『SOUND WETHER』Monthly On Air |
| befor 2000 | NHKタップショー特番 LF『テリーとうえちゃん のってけラジオ』 SkyPerfectTV『まるごと生お台場情報739』 NHK 『青春のポップス』振付・出演 NHK-BS 『新・真夜中の王国』 |

### 振付作品

#### 舞台・イベント　振付 & ステージング
| 2025.10     | 「CLUB SEVEN another place II」(よみうりホール・サンケイホールブリーゼ）脚本・構成・演出・振付・出演 |
| 2024.3      | 「TRUE COLORS SPECIAL LIVE2024」(NHKホール) |
| 2022.9      | 「TRUE COLORS SPECIAL LIVE」(NHKホール) |
| 2018.6-7    | 宝塚歌劇月組TBS赤坂ACTシアター公演 ミュージカル「雨に唄えば」（赤坂ACTシアター）振付・TAP指導 |
| 2013.6      | 志村けん一座公演「志村魂8」（天王洲銀河劇場・中日劇場 /他）TAP振付 |
| 2013.6      | 宝塚歌劇団花組「フォーエバー・ガーシュイン」（宝塚バウホール）TAP振付 |
| 2012.9      | ｻｯﾄﾝ･ﾌｫｽﾀｰ来日記念スペシャル 華麗なるミュージカル音楽の世界ガラコンサート2012 （新国立劇場中劇場） |
| 2012.6-7    | 志村けん一座公演「志村魂7」（天王洲銀河劇場・中日劇場 /他）TAP振付 |
| 2011.7      | 志村けん一座公演「志村魂6」（天王洲銀河劇場・中日劇場）TAP振付 |
| 2011.3      | 宝塚歌劇団宙組「記者と皇帝」 振付 |
| 2010.7-8    | 志村けん一座公演 「志村魂5」(天王洲銀河劇場/他)TAP振付 |
| 2009.1      | ブロードウェイミュージカル「ドロージーシャペロン~酔っぱらいの花嫁介添人~」（日生劇場）TAP振付 |
| 2009.7-10   | 宝塚歌劇団雪組公演スクリューボール・コメディ「ロシアン・ブルー」振付 |
| 2009.2-4    | 宝塚歌劇団星組公演「Musical『My dear New Orleans』－愛する我が街－」（宝塚大劇場・東京宝塚劇場）TAP振付 |
| 2008.7      | 宝塚歌劇団宙組公演『雨に唄えば』TAP振付 ’08（梅田劇場）TAP振付 |
| 2007.4      | 宝塚歌劇団宙組公演「NEVER SLEEP」（宝塚バウホール・日本青年館大ホール）TAP振付 |
| 2006-2007   | 宝塚歌劇団星組公演『ヘイズ・コード』（梅田芸術劇場シアター・ドラマシティ）日本青年館大ホール）TAP振付 |
| 2006.8-9    | 「MAMA LOVES manbo4 」（ルテアトル銀座）TAP振付 |
| 2006        | 松坂慶子PERFORMANCE Dance & song Keiko’s cafe WOWWOW （東京プリンスホテル Park Tower BALLROOM）振付 |
| 2006        | 「Celebration of TAGHeuer」’06（六本木ﾋﾙｽﾞ52F/TCV「MADO LOUNGE」） TAP振付・出演 |
| 2005.3      | 「蛇よ！」（スパイラルホール）大竹しのぶ TAP振付 |
| 2004        | 「立川談志独演会」TAP振付 |
| 2003-2009   | ブロードウェイミュージカル『ME AND MY GIRL』’03/’06/’09 （帝国劇場） |
| 2003-2004   | オフブロードウェイミュージカル『I LOVE YOU～愛の果ては？』 （アートスフィア/他） |
| 2003        | 宝塚歌劇団星組公演『雨に唄えば』TAP振付 ’03（日生劇場） |
| 2002-2009   | ミュージカルレビュー『DOWN TOWN FOLLIES』(青山円形劇場 /他)TAP振付 |
| 2002        | 自転車キンクリートSTORE讃美歌ミュージカル『ダイアナ牧師の大穴』（スペースゼロ） |
| 2001        | 映画『TAPDOGS』企画 TAPゲリラライブ 出演・振付 |
| 2001        | 『ロミオとジュリエット』（福岡博多座）’01 |
| 1998-2010   | ブロードウェイミュージカル 『 ピーターパン 』’98～2010(新国立劇場/青山劇場/東京国際フォーラム) |
| 1997-2006   | ザ・タップショー『 シューズ・オン 』’97～（俳優座劇場・博品館劇場） |
| before 2000 | EPSONアイビーホールフェア（横浜スタジアム） 豪華客船ふじ丸、豪華客船にほん丸ミュージカルレビューショー ポンキッキファミリーコンサート全国ツアー ポンキッキ母と子の音楽会全国ツアー メナード35周年フェスティバル（ベイＮＫホール） オフブロードウェイミュージカル『 THE CLUB 』(博品館劇場・神戸オリエンタル) ブロードウェイミュージカル『 Sugar 』 （日生劇場） 澤地美欧ディナーショー『 My in my self 』構成・演出・振付（ホテルオークラ） エルセーヌ『 クイーンコンテスト 』ショータイム 島田歌穂 + 島健 Duo Concert （アートスフィア/他) |

#### CM振付
| 2009-2005   | ハウス食品「火鍋房」(黒木瞳 出演)’06 JBC「おいでよ！川崎」(川崎麻世・勝丸くん出演)’06 au spring sale「踊りだす」(au関西)’05 |
| 2004-2001   | サンドラッグ’04 アメリカンホームダイレクト(市原悦子出演)’04 紳士服はるやま｢脚長スーツ｣(唐沢寿明 出演)’04 タウンページ’0 ちふれ化粧品 ’03 中部電力（酒井法子 出演）’03 オリエックス もろみ酢 ’02 信用組合（遠 藤久美子 出演）’02 ユニクロ(唐沢寿明編) ’01 |
| before 2000 | 武田食品「プラッシー」 シヤチハタ コーエー 郵政省 簡保（中村橋之助 出演） 大正製薬「サントジェン」 ヤクルト’94「きになる野菜」 ワコール「Pパンツ！」 アサヒ缶コーヒー「JO」 郵便局レタックス パート1・パート2                                            |

#### テレビ振付
| 2024.1      | NHK BS「映画音楽はすばらしい！Ⅵ」（中川晃教×鈴木瑛美子/平原綾香×伊礼彼方 振付） |
| 2022.5      | NHK BSプレミアム「映画音楽はすばらしい！V」（山本耕史『グレイテスト・ショーマン』より「THE GREATEST SHOW」/久保史緒里『マイ・フェア・レディ』より「I COULD HAVE DANCED ALL NIGHT」振付） |
| 2021.4      | NHK BSプレミアム「映画音楽はすばらしい！」（生田絵梨香「My Favorite Things」振付） |
| 2020        | NHK BSプレミアム「映画音楽はすばらしい！」（森崎ウィン「雨に唄えば」振付） |
| 2010        | NTV系「KAT-TUNの先輩教えて下さい！」（201001.06 o.a.） NTV系「世界一のSHOWタイム～ギャラを決めるのはあなた～」(司会：島田紳助/黒木瞳)オープニングTAP（2010.10.3o.a.） |
| 2009        | NHK連続テレビ小説「つばさ」(5/7o.a.) |
| 2008        | NHK総合 ｢第40回 思い出のメロディー」（松坂慶子「愛の水中花」8/30,31o.a.） NHK総合 音楽バラエティー｢今宵ゴージャス」（7/29-22:00o.a.） |
| 2007        | NHK総合 ｢紅白歌合戦」（布施明”君は薔薇より美しい” 12/31o.a.） NHK-BS2 ｢星にスウィング～歌うクリスマス～」(12/21-21:00o.a.) NHK総合 ｢きよしとこの夜」（ゲスト：黒木瞳 10/18-22:00o.a.） NHK総合 ｢きよしとこの夜」（ゲスト：松坂慶子 5/24-22:00o.a.） BSﾃﾞｼﾞﾀﾙ民放5局共同制作企画「イチロー×黒木瞳～夢の共演～」(3/10~21o.a.) |
| 2006        | NHK-BS「永遠の音楽 珠玉の映画音楽大全集」（8/6-19:30o.a.,8/11-21:00o.a.） |
| before 2005 | NHK-BS ｢ふれあいホール」’04 NHK-BS2,BS-HI ｢あなたが選ぶ映画音楽」（2004/4/18-19:30～o.a.） NHK-Hi/NHK-総合 NHK MUSIC IN DRAMA『ホシに願いを』 (2004/3/6-bsHi21:00o.a.,3/26-総合19:30o.a.) NTV『ロンブードラゴン』「もずくの歌」’02 BS-朝日 ｢原宿ロンチャーズ[アセキラ]』 ’01/以下省略                                       |

### リリース一覧

#### CD・DVD・VIDEO
| 2007 | ダウンタウン・フォーリーズ番外編『そっとおやすみ』DVD（2007.08 発売） |
| 2005 | FANTASTIC MUSICAL 『夏の夜の ロミオとジュリエット』DVD（2005.08 発売） |
| 2002 | 玉野和紀WORK SHOPDVD DVD & VIDEO『TAP DANCE ENTERTAINMENT 2』（2002.12 発売）                                                                                                  |
| 2001 | 玉野和紀WORK SHOPVIDEO『TAP DANCE ENTERTAINMENT』 （2001.01 発売） |
| 2000 | マキシシングル『STRAIGHT ROAD』リリース CX『SOUND WETHER』Monthly On Air 新宿アルタビジョン 2Week On Air SkyPerfectTV MOND21ch『TRY OUT』エンディングテーマ（2000.10.04 発売） |

#### BOOK & WEB
| 2023        | ミュージカル 1・2月号 「CLUB SEVEN 20th Anniversary」 玉野和紀インタビュー フムフムニュース 「CLUB SEVEN 20th Anniversary」 玉野和紀インタビュー ステージぴあ 関西版 「CLUB SEVEN 20th Anniversary」 玉野和紀インタビュー SPICE 「CLUB SEVEN 20th Anniversary」 玉野和紀インタビュー Dance SQUARE vol.57「ALTAR BOYZ」 玉野和紀×大山真志×鍵本輝×中山優貴インタビュー Dance SQUARE vol.58「Rodgers/Hart」 玉野和紀×林翔太×寺西拓人インタビュー |
| 2022        | 大阪朝日新聞「ぐれいてすとな笑まん」対談 玉野和紀×川畑泰史 |
| 2021        | 「アクトガイド」玉野和紀×吉野圭吾×東山義久 「アステージ」「SPICE」「げきぴあ」「ミュージカル」「エンタステージ」「オモシイ」「演劇キック」「えんぶ」玉野和紀×吉野圭吾×東山義久×西村直人×大山真志 「ぴあニュース」「SPICE」玉野和紀×妃海風 「アイデアニュース」玉野和紀×大野拓朗×平野綾 「SPICE」「ぴあ」玉野和紀×平野綾 「演劇キック」「えんぶ」玉野和紀×大野拓朗 |
| 2020        | 「ミュージカル」11･12月号 My Musical HISTORY 玉野和紀インタビュー 「Dance SQUARE」vol.39 玉野和紀インタビュー 「BEST STAGE」5月号 玉野和紀×越岡裕貴×小川優インタビュー 「Dance SQUARE」vol.37 玉野和紀×越岡裕貴インタビュー |
| 2019        | 「ミュージカル」7・8月号（玉野×北翔×妃海） 「omoshiiオモシィ」玉野×吉野×東山×西村×大山インタビュー 「SPICE」玉野×吉野×東山×西村×大山インタビュー 「ローチケ」玉野×吉野×東山×西村×大山インタビュー 「げきぴあ」玉野×吉野×東山×西村×大山インタビュー 「えんぶ」玉野×吉野×東山×西村×大山インタビュー web「ミュージカル」5・6月号 玉野×吉野×東山×西村×大山インタビュー |
| 2018        | 「DDD」10月号 玉野インタビュー 「ミュージカル」7・8月号（ 玉野×林翔太×矢田悠祐 Rodgers/Hart対談） 「関西産経新聞」玉野インタビュー 「ミュージカル」（玉野×木戸×多和田×本田×松田×古田）3･4月号 「Sparkle」(玉野×木戸×多和田×本田×松田×古田）3月号 「ステージぴあ関西」（玉野×木戸×多和田×本田×松田×古田）2･3月号 「げきぴあ」（玉野×木戸×多和田×本田×松田×古田）2･3月号 「えんぶ」（玉野×木戸×多和田×本田×松田×古田）4月号 「ダンススクエア」（玉野×中河内×木戸×多和田）Vol.23 「シアターガイド」玉野インタビュー 2月号 |
| 2017        | 「読売新聞」玉野インタビュー 「毎日新聞」玉野インタビュー 「時事通信」玉野インタビュー 「カンフェティ」Webページ 玉野ロングインタビュー 「ミュージカル」9・10月号 玉野×川平慈英インタビュー 「ミュージカル」7・8月号 玉野インタビュー 「げきぴあ 東京版/関西版」玉野×吉野×東山×西村インタビュー５月号 「ミュージカル」玉野×吉野×東山×西村インタビュー５･６月号 「演劇ぶっく」玉野×吉野×東山×西村インタビュー６月号 「シアターガイド」玉野×吉野×東山×西村×原田インタビュー７月号 「ダンススクエア」玉野×吉野×東山×西村×原田インタビューVol.19 「足立朝日新聞」玉野和紀インタビュー |
| 2016        | 「ベストステージ」玉野和紀インタビュー10月号 「STAGE SQUARE」玉野和紀インタビュー vol.22 「ビックイシュー 日本版」玉野和紀インタビュー ４月１５日号 「Sparkle」(玉野×中河内･相葉･植原･矢田) 「ベストステージ」(玉野×相葉･植原) ４月号 「ミュージカル」(玉野×中河内･相葉･植原･矢田) ３･４月号 「演劇ぶっく」(玉野×中河内･相葉･植原･矢田) ４月号 |
| 2015        | 「演劇キック 宝塚ジャーナル」（Show with Mizu）ロングインタビュー 玉野和紀×水夏希 「朝日新聞デジタル・スターファイル」玉野和紀×吉野圭吾 「ミュージカル」（5・6月号）（Down Town Follies vol.10）玉野和紀×島田歌穂×吉野圭吾×北村岳子×平澤智 「公明新聞」2015.3/31号 玉野和紀ソロインタビュー 「ベストステージ」2015.5月号 玉野和紀ロングインタビュー 「演劇ぶっく」（CLUB SEVEN 10th）玉野和紀×西村直人×東山義久×中河内雅貴 「ミュージカル」（3・4月号）（CLUB SEVEN 10th）玉野和紀×東山義久 「ステージぴあ」（CLUB SEVEN 10th）玉野和紀×中河内雅貴 |
| 2014        | 大阪毎日新聞・産経新聞 （玉野 単独インタビュー） スポーツ各誌 （道化の瞳 イベント） 「ミュージカル」9・10月号（道化の瞳 対談 玉野×屋良朝幸） WEBぴあ インタビュー （ラブ・チェイス玉野×紫吹×水） 「演劇ぶっく」 4月号（ラブ・チェイス玉野×紫吹×水） 2014.3月9日発売 「Sparkle」Vol.17 （ラブ・チェイス玉野×馬場×青柳×廣瀬） 2014.3月15日発売 「acteur」3月号（ラブ・チェイス玉野×馬場良馬） 2014.3.5発売 |
| 2013        | 「シアターガイド」（「わたしの今月」） 2013.12月号-2014.5月号 「演劇ぶっく」（CLUB SEVEN対談）玉野×吉野×西村 2013.12月号 「シアターガイド」（CLUB SEVEN対談）玉野×吉野×西村 2013.12月号 「ミュージカル」（CLUB SEVEN対談）玉野×吉野×西村 2013.11・12月号 「シアターガイド」（「私のダーリン」対談）黒木瞳×玉野和紀 2013.4月号（2013.3.2発売号） 「BEST STAGE」（「私のダーリン」対談） 黒木瞳×玉野和紀 2013.2月号（2012.12.27発売号） 「ミュージカル」(「私のダーリン」対談）黒木瞳×玉野和紀 2013.1,2月号（2013.1.5発売号） |
| 2012        | 「BEST STAGE」ALTAR BOYZインタビュー 玉野×大河元気×海宝直人 2012.2月号（2011.12.27発売号） 「読売新聞 夕刊」（「道化の瞳」ソロインタビュー） 2012.3.14 「シアターガイド」（「道化の瞳」インタビュー）屋良朝幸×玉野和紀 2012.5月号 「ミュージカル」 (「ダウンタウンフォーリーズ」 インタビュー） 出演者全員 2012.5・6月号 「シアターガイド」（「道化の瞳」インタビュー）屋良朝幸×玉野和紀 2012.5月号 「ミュージカル」（「CLUB SEVEN 8th stage!」インタビュー） 玉野和紀×町田慎吾 2012.7・8月号 |
| 2011        | 「読売新聞夕刊」 (CLUB SEVEN 7th stage!) 玉野和紀ソロインタビュー 2011.03 「ミュージカル」 (CLUB SEVEN 7th stage!) インタビュー2011.3・4月号 「ミュージカル」(100年のI love you）対談 玉野×大和悠河×今井清隆 2011.7・8月号 「読売新聞夕刊」 （100年のI love you） 玉野和紀インタビュー 2011.8.31 「＠ぴあ」 （100年のI love you） 特別インタビュー 玉野×大和悠河 2011.7.08号 「毎日新聞夕刊」（Piaf）インタビュー 玉野×安寿ミラ×上田遥 2011.12.9 「サンスポ」(道化の瞳) 屋良朝幸×玉野和紀 インタビュー 2011.12.28 「スポーツ報知」(道化の瞳) 屋良朝幸×玉野和紀 インタビュー 2011.12.28 「デイリースポーツ」(道化の瞳) 屋良朝幸×玉野和紀 インタビュー 2011.12.28 「日刊スポーツ」(道化の瞳) 屋良朝幸×玉野和紀 インタビュー 2011.12.28 「スポニチ」(道化の瞳) 屋良朝幸×玉野和紀 インタビュー 2011.12.28 「中日スポーツ」(道化の瞳) 屋良朝幸×玉野和紀 インタビュー 2011.12.28 |
| 2010        | 「月刊ミュージカル」(CLUB SEVEN) 全出演者からのメッセージ-2010.3月 「シアターガイド」-(CLUB SEVEN)-TOKYO TODAY銀座・日比谷エリア2010.4月号 「世界日報」-CLUB SEVEN評-2010.4.4 「シアターガイド」インタビューページ『はじまりの記憶 』 2010.8月号 「朝日新聞夕刊」（まさかのchange?!インタビュー） 2010.7.1 |
| 2009        | 「月刊ミュージカル」-2008年度ミュージカルベスト10-2009.02月号 「東京芸術劇場 ミュージカル月間10周年記念冊子」-第一回東京芸術劇場ミュージカル月間優秀賞（THE MUSICAL MAN・玉野和紀) 「Confetti（フリーペーパー）」(DOWNTOWN FOLLIES VOL.6インタビュー)- 2009.4月号 「月刊ミュージカル」(Mr.PINSTRIPE2009インタビュー)-2009.6月号 時事通信社「フィーチャー」(Mr.PINSTRIPE稽古場取材)-2009.6.9 「中国新聞」夕刊 (Mr.PINSTRIPE) -2009.6.17発売号 「世界日報」芸能・ＴＶ欄 （Mr.PINSTRIPE）-2009.7.5発売号 「レプリークBis」-東武志の先輩に聞く- Vol.17 「月刊ミュージカル」-「シェイクスピア レヴュー」インタビュー（中村龍史×玉野和紀)-2010.01月号 |
| 2008        | 「月刊ミュージカル」-THE TAP GUY/バラエティ時評（瀬川昌久）-2008.12月号 「BEST STAGE」vol.2-THE TAP GUYインタビュー -2008.11月号 「シアターガイド」TOKYO TODAY銀座・日比谷エリア（THE TAP GUY）-2008.11月号 「DDD」-DANCE STAGE PREVIEW-2008.11月号-THE TAP GUY香寿たつきインタビュー/ドロウジー・シャペロンタップダンスレッスンリポート 「週間オン☆ステージ新聞」-THE TAP GUY/ミュージカル評（瀬川昌久）-2008.11.14発売号 「月刊ミュージカル」-THE TAP GUY 玉野・香寿・樹里対談 -2008.10月号 「公明新聞」-THE TAP GUY紹介 -2008.09.27発売 「Dance Cubeチャコットwebマガジン」 -THE TAP GUY稽古場インタビュー＆レポート 2008.09.08 「TVぴあ 関東版」-タカハタ秀太コラム（今宵ゴージャス）-2008.08.27発売号 「世界日報」-レジャー・芸能欄（夏の夜のロミオとジュリエット）-2008.08.09発売号 「トップステージ」vol.59 -DOWNTOWN FOLLIES VOL.5対談 -7月号 「BRIO」-2008.5月号 「DDD」-DANCE STAGE PREVIEW- CLUB SEVEN 5th stage!インタビュー -2008.04月号 「世界日報」-芸能・TV欄 -2008.04.06発売号 「月刊ミュージカル」-2007年度ミュージカルベスト10-2008.02月号 |
| 2007        | 「シアターガイド」-TAP GUY対談- 2007.11月号 「産経新聞」-THE TAP GUY紹介 -2007.10.16発売号 「月刊ミュージカル」-TAP GUYインタビュー- 2007.10月号 「レプリークBis」-TAP GUYインタビュー-Vol.9 2007.09.26発売号 「DDD」vol.13 -TAP GUY対談- 2007.07.27発売号 「Top Stage」-C7selectionインタビュー- 2007.07.27発売号 「月刊ミュージカル」- DTF座談会- 2007.04月号 「月刊ミュージカル」-C7座談会- 2007.01月号 |
| before 2006 | 「日経新聞夕刊」-文化面「進化するタップダンス」-2006.02.28号 「TopS tage」 vol.30（2006) 「シアターガイド」-shoes on 7インタビュー-2006.01月号 「シアターガイド」-対談-2005.10月号 『BSデジタルＬＦＸ488』の動画インターネット放送 2003.04.07 『ブロードバンド！ニッポン』300ｋブロードバンド/56ｋナローバンド 2003.04.07 「レプリーク」2002.02月号 「シアターガイド」2002.02月号 |

## 受賞歴
| 2020 | 2019年度ミュージカルベストテン演出家賞・スタッフ賞選出                                |
| 2013 | 2012年度ミュージカルベストテン振付賞授賞                                              |
| 2009 | 第三十四回 菊田一夫演劇賞 「THE TAP GUY」脚本・演出・振付の成果に対し受賞             |
| 2009 | 第17回読売演劇大賞上半期スタッフ賞ノミネート                                          |
| 1999 | 第一回東京芸術劇場ミュージカル月間「THE MUSICAL MAN」にて優秀演出・振付・演技賞を受賞 |